# U-407
El submarí alemany U-407 va ser un submarí tipus VIIC construït per a la Kriegsmarine de l'Alemanya nazi durant la Segona Guerra Mundial. Se li va posar la quilla el 12 de setembre de 1940 per Danziger Werft, Danzig amb el número 108, botat el 16 d'agost de 1941 i posat en servei el 18 de desembre de 1941 sota l'Oberleutnant zur See Ernst-Ulrich Brüller.

## Disseny
Els submarins alemanys de tipus VIIC van ser precedits pels submarins de tipus VIIB més curts. L'U-407 tenia un desplaçament de 769 tones (757 tones llargues) quan estava a la superfície i de 871 tones (857 tones llargues) mentre estava submergit. Tenia una longitud total de 67,10 m (220 peus 2 polzades), una longitud del casc a pressió de 50,50 m (165 peus 8 polzades), una mànega de 6,20 m (20 peus 4 polzades), una alçada de 9,60 m (31 peus 6 polzades) i un calat de 4,74 m (15 peus 7 polzades). El submarí estava propulsat per dos motors dièsel sobrealimentats de sis cilindres i quatre temps Germaniawerft F46, produint un total de 2.800 a 3.200 cavalls de potència (2.060 a 2.350 kW; 2.760 a 3.160 hps) per al seu ús a la superfície, dos motors elèctrics de doble efecte Siemens-Schuckert GU 343/38–8 que produeixen un total de 750550 kW de potència mètrica (740 shp) per utilitzar-lo submergit. Tenia dos eixos i dues hèlixs d'1,23 m (4 peus). El vaixell era capaç d'operar a profunditats de fins a 230 metres (750 peus).
El submarí tenia una velocitat màxima en superfície de 17,7 nusos (32,8 km/h; 20,4 mph) i una velocitat màxima submergida de 7,6 nusos (14,1 km/h; 8,7 mph). Quan estava submergit, el vaixell podia operar durant 80 milles nàutiques (150 km; 92 milles) a 4 nusos (7,4 km/h; 4,6 mph); quan sortia a la superfície, podia viatjar 8.500 milles nàutiques (15.700 km; 9.800 milles) a 10 nusos (19 km/h; 12 mph).
L'U-407 estava equipat amb cinc tubs de torpedes de 53,3 cm (21 polzades) (quatre muntats a la proa i un a la popa), catorze torpedes, un canó naval SK C/35 de 8,8cm (3,46 polzades) (220 rondes), un Flak M42 de 3,7 cm (1,5 polzades) i dos canons antiaeri C/30 de 2 cm (0,79 polzades). El vaixell tenia un complement d'entre quaranta-quatre i seixanta oficials i mariners.

## Historial de serveis
La carrera del vaixell va començar amb l'entrenament a la 5a Flotilla d'U-boat el 18 de desembre de 1941, seguida del servei actiu l'1 de setembre de 1942 com a part de la 9a Flotilla. No obstant això, en un termini de 3 mesos, es va traslladar per a operacions al Mediterrani amb la 29a Flotilla durant la resta del seu servei.
En dotze patrulles va enfonsar tres vaixells mercants, inclòs el RMS Viceroy of India de 19.627 TRB l'11 de novembre de 1942, per un total de 26.892 tones de registre brut (TRB), un vaixell mercant danyat de 6.207 TRB, dos vaixells de guerra danyats (17.900 tones) un vaixell més una pèrdua total 7.176 GRT ; tanmateix, algunes fonts afirmen que els danys de l'HMS Newfoundland s'han d'atribuir al submarí italià Ascianghi.

### Packs de llops
L'U-407 va participar en quatre llopades, a saber:
- Vorwärts (25 d'agost - 26 de setembre de 1942)
- Tiger (26-28 de setembre de 1942)
- Delphin (4-10 de novembre de 1942)
- Wal (10-15 de novembre de 1942)

### Destí
L'U-407 va ser enfonsat el 19 de setembre de 1944 al Mediterrani en posició, al sud de Milos, 36° 27′ N, 24° 33′ E / 36.450°N,24.550°E, per càrregues de profunditat del HMS Troubridge, el HMS Terpsichore i del ORP Garland. Hi va haver cinc tripulants morts.

## Comandants
- Kptlt. Ernst-Ulrich Brüller - 18 de desembre de 1941 – 14 de gener de 1944
- Oblt.z.S. Hubertus Korndörfer - 14 de gener de 1944 – 8 de setembre de 1944
- Oblt.z.S. Hans Kolbus - 9 de setembre de 1944 – 19 de setembre de 1944

## Sumari de victòries
| Data                   | Nom                  | Nationalitat | Tonatge | Destí    |
| ---------------------- | -------------------- | ------------ | ------- | -------- |
| 11 de novembre de 1942 | RMS Viceroy of India | Regne Unit   | 19,627  | Enfonsat |
| 23 de juliol de 1943   | HMS Newfoundland     | Royal Navy   | 8,800   | Danyat   |
| 28 de novembre de 1943 | HMS Birmingham       | Royal Navy   | 9,100   | Danyat   |
| 27 de febrer de 1944   | Rod el Farag         | Egipte       | 55      | Enfonsat |
| 29 de febrer de 1944   | Ensis                | Regne Unit   | 6,207   | Danyat   |
| 16 d'abril de 1944     | Meyer London         | Estats Units | 7,210   | Enfonsat |
| 16 d'abril de 1944     | Thomas G. Masaryk    | Estats Units | 7,176   | Perdut   |